# Pałac w Śremiu
Pałac w Śremiu – wybudowany w 1820 r. w Śremiu.

## Położenie
Pałac położony jest we wsi w Polsce, w województwie dolnośląskim, w powiecie polkowickim, w gminie Gaworzyce.

## Historia
Obiekt jest częścią zespołu pałacowego, w skład którego wchodzi jeszcze park.